# خيار
الخيار أو القَثَد وهو نبتة بستانية متسلقة من الفصيلة القرعية التي تضم القرع والكوسا وجميع أنواع البطيخ.
تغرس في الأرض على عمق يتراوح بين 12-18 ملم ثم تمتد بعد ذلك لأعلى وتعترش المواد من حولها. وعادة يقوم المزارعون بإسنادها بدعامات كالعيدان أو تزرع بالقرب من الجُدر. ونمط زراعتها غالباً يكون على شكل خطوط منفردة ممتدة على سطح الأرض تقطف أكثر من مرة على مدار العام حيث يقدر مكثه بين 80-100 يوم. موطنها الأصلي جنوب شرق آسيا إلا أن زراعتها توزعت في أماكن عديدة في العالم، تؤكل طازجةً حين نضجها بشكل نيء، ويعتبر الجوّ الدافئ الملائم لنموها.

## الوصف النباتي
الخيار ثمر أسطواني مطاول محدب الطرفين، أوراقه شبه مثلثية كبيرة الحجم وتشكل مظلةَ للثمرة من أشعة الشمس والعوامل المؤثرة، وسيقانه قصيرة زغباء، شعرها كثير، يتراوح طول الثمرة من 2.5-90 سم، ولها أجزاء لولبية تسمى المحاليق تنتشر عليها، لها قشر رقيق أخضر اللون في الوضع الطبيعي، أما حين اصفرار الثمرة فإن طعمها يصبر مريراً أو حامضاً بعض الأحيان.

مُخلل مصنوع من الخيار

ويقوم الناس بتخليل ثمارها لتحفظ على مدار العام ويصنعون منه المخلل، أزهارها صفراء مائلة للأبيض، حيث يطغى الماء على 95% من كتلتها، ومع أن هذه النبتة تصنف نباتياً على أنها من الفواكه إلا أنها تستعمل في أغراض الطهي والمقبلات والشطائر وتحضر في الطعام كوجبة رئيسية.

## تلقيحها
الخيار من حيث قابليته للإلقاح فإنه على نوعين، أما الأول فهو خيار إلقاحيّ، فتقوم أرتال من نحل العسل بنقل قُفرها إلى حقول ومزارع الخيار قبيل إزهاره وثم تقوم بصنع عسلها وتلقيح الأزهار ويشاركها في ذلك بعض الأنواع من النحل كالنحلة الطنانة، وفي حالة عدم اكتمال التلقيح للأزهار فإنه سيحدث إجهاض للثمار أو تشوهها.
أما النوع الثاني منه فهو الخيار اللاإلقاحي، لكنه قليل جداً، حيث تُنتج البراعم ثماراً لابذرية لكنها منخفضة الجودة، وغالباً ينمو هذا النوع من الخيار في الدفيئات أو مناطق خاصةً بزراعتها يَبعد عنها النحل اللاقح، ويسود نمط الدفيئات في الولايات الأمريكية المتحدة.
الأنواع العادية من الخيار تنتج براعم مذكرة ومؤنثة بأعداد متساوية. ومع تطور تقانات الزراعة أصبحت أنواع من الخيار تهجّن فتنتج براعم أنثويةً فقط، ونظراً لافتقادها للَقاح فإنها تحتاج لملقحات، لذا يغرسها المزارعين في حقول تحوي نباتاً ملقحاً مع وجود قُفُر عديدة من نحل العسل وشاكلاتها من الملقحات لحصول عملية التلقيح.

## حاجات زراعتها
اختر مساحة تصلها أشعة الشمس بشكل كلي. أما في الأماكن الحارة، فيجب أن يُزرع في مكان مظلّل نسبيا (أي مثلا إلى جانب حائط). يُنكش التراب جيّدا بالمعول ثم تُضاف الأسمدة العضوية بكمية كبيرة ثم يُخلط السماد بالتربة جيدا. بعد انتهاء موجات الصقيع جميعها (أي في أوائل الربيع) تُزرع بذور الخيار، وكلما كانت درجة الحرارة عالية كلما سرُع نمو البذور.
تُترك مسافة 50 سم بين كل نبتة إذا كانت من النوع المعترش، و 30 سم إذا كانت من النوع العادي - الغير معترش. أما العمق الذي تُغرس فيه البذور فهو 5 سم. بعد نمو البذور بأربعة أسابيع تُضاف كمية من السماد العضوي على سطح التربة، ثم تُمهّد الأرض (و ذلك من خلال وضع أوراق الأشجار المتساقطة أو القش أو أي مادة عضوية على سطح التربة) وذلك للحفاظ على رطوبة وبرودة التربة. يجب ري النباتات ثلاث مرات في الأسبوع، وخاصة عندما تكون النباتات في طور التزهير وتكوين الثمار.

رسم توصيحي لنبات الخيار

تنضج حبات الخيار بسرعة الضوء، لذلك تفقّدها كل يوم وإلا كَبُرت وأصبح طعمها غير لذيذ، تنجح نباتات الخيار العترشة (المُعرّشة) بشكل أفضل إذا نمت على تعريشة (أي عندما تُربط بحبال إلى الأعلى حيث يكون الحبل موصولا بأي شيء فوقه) مما لو تُركت تنمو وتمتد على الأرض.
أما لو أردت أن تزرع الخيار في أوعية أو حاضنات، يجب أن تكون هذه الأخيرة ذات فتحات من الأسفل لضمان تصريف المياه، ويجب أن تكون بعمق حوالي 15 سم وعرض 20 سم، كما لا تزرع فيها الصنف المعترش، ثم عليك أن تداوم على ريها وتسميدها كل أسبوعين.

## الفوائد الصحية
هو من النباتات الغنية بالماء وتحتوي على مواد قلوية ويعتبر الخيار من النباتات المدرة والتي تمنع تكون الحصى والملينة المفيدة لتمشية الأمعاء لما تحويه من ألياف، كما أن الخيار غني بفيتامين C ويحتوي على القليل من فيتامين A و B كم يحوي أيضا على الأملاح المعدنية الهامة واللازمة لبناء الجسم مثل الصوديوم والكالسيوم والفوسفور والمغنزيوم.
هناك أنواع عديدة من الخيار فمنها خيار الماء والقثاء.
الخيار مفيد لعمل الماسكات للبشرة، كما تساعد قشوره في تخفيض درجة الحرارة عند استعمالها ككمادات ويساعد على تخفيف الاضطرابات العصبية ويحتوي على ألياف غذائية تسهل عملية الهضم وتطرد السموم وتنظف الأمعاء والخيار مدر جيد للبول لذا يمكن وصفه للأشخاص المصابين بالتهابات المسالك البولية كما يعد مادة قوية ملينة للأمعاء نظرا لاحتوائه على نسبة عالية من الألياف الغذائية والخيار يخفف الآلام الناجمة عن الصداع وينقي الجسم من الفضلات ويهدئ الأعصاب ويحافظ على صحة البشرة.

عصير الخيار المستعمل في علاج الكثير من الأمراض

## استعمالات وفوائد الخيار الطبية
بذور الخيار لها نفس المفعول الخاص ببذر اليقطين، وهي تدر البول وتفتت الرمل والحصى. كما أنه قاتل للدودة الوحيدة: 1\2 أوقية من بذر الخيار تُطحن وتسحق وتمزج مع السكر، تؤخذ على الريق ويشرب بعدها بساعة أو ساعتين فهو مسهل قوي.

### فوائد الخيار للجسم
1. - يحتوي الخيار على مضادات الأكسدة القوية التي تساعد على تخلص الجسم من السموم المختلفة لذلك يعمل على تقوية الجهاز المناعي.
2. - يحتوي الخيار على البوتاسيوم الذي يساعد على ضبط معدلات ضغط الدم والنبض.
3. - يعتبر مصدر مهم للألياف النباتية المهمة لتخلص من الإمساك وتقليل الإصابة بسرطان القولون، ويستخدم لعلاج حرقة المعدة.
4. - يحتوي الخيار على نسبة عالية من الماء لذلك يستخدم كمرطب للعيون والتقليل من الانتفاخ وعلاج حروق الشمس.
5. - يعتبر الخيار مدر للبول فهو يقلل حصى الكلى.

### فوائد الخيار للعيون
يعد الخيار علاجا جديا للتخلص من إجهاد العين لاحتوائه على فيتامين ج والماء و مضادات الأكسدة وحمض الكافييك وهذه المواد تمنع من احتباس الماء تحت الجلد والتخلص من تورم والانتفاخ للعيون وذلك عن طريق وضع شرائح الخيار على العين وتركها لمدة نصف ساعة.

### فوائد الخيار للحامل
يساعد الخيار على التخلّص من الحموضة ( الحرقة ) و تهدئة المعدة لاحتوائه على الألياف لذلك يخفف من أعراض الحمل التي من أهمها إضرابات الجهاز الهضمي التي تؤثر على حالتك النفسية يمكنك معرفة المزيد عن فوائد الخيار للحامل.
يحمي الجسم من الأمراض والالتهابات المختلفة لإحتوائه على مضادات الأكسدة المختلفة.
الحفاظ على توازن الأملاح في الجسم لاحتوائه على البوتاسيوم وبتالي المحافظة على ضغط الدم ومعدل نبضات القلب.

### فوائد الخيار للبشرة
-يساعد الخيار في الحماية ضد أشعة الشمس الضارة.
- التخلص من السموم وتأخير ظهور التجاعيد.
- ترطيب البشرة.
- تقليل من تهيج الجلد.
- مفيد للبشرة الدهنية حيث يمكن استخدام قناع الخيار الذي يساعد على تهدئة الالتهابات وترطيب البشرة يمكنك معرفة المزيد فوائد الخيار للبشرة الدهنية.
البذور استعملت في: - الأمراض الراشحة
- التهابات وأمراض الأمعاء
- التهابات أمراض المجاري البولية
- تعديل حموضة المعدة.
كما أنه مهدّئ للأعصاب ومعالج للأمراض النفسية واعتلال المزاج، الخيار يزيل التوتر ويسكن الثورات النفسية، خافض لضغط الدم خصوصاً ذلك الذي يتعلق بالأسباب النفسية. يعالج أمراض الحساسية خصوصاً حساسية الجلد والشري، ويعصر الخيار ويشرب صباحاً ومساءً مقدار فنجان قهوة ويدهن بتكرار على الجلد. يستعمل زيت الخيار ومشتقاته في التركيبات التجميلية، كملطف، ومبرد ومنعم للجلد من كل الأمراض التي تهيّج الجلد، وخصوصا إذا كان السبب من الشمس أو آفات الجلد.
ويمزج الخيار في تحضير «الصابون» الجامد والصابون السائل، والجيلاتين Jelly. ويحضّر عصير الخيار ويمزج بالغليسرين وهو سائل منعم ومعقم للجلد. وهنالك تركيبة تجميلية للجلد وهي عبارة عن حليب الخيار يتكون من (صابون، زيت زيتون، شمع، زيت لوز، عصير خيار طازج، وكحول). في العطور يصنع زيت خاص يعطي رائحة الخيار. يكافح أمراض الصداع خصوصاً بوضع حلقات رقيقة على الجبهة وعلى الصدغ. يكافح الخيار العطش وهو مليّن للطبيعة ويعالج قبوضة المعدة والإمساك. خافض للحرارة والحميات. ينشط الخيار الكبد ويعالج اليرقان. يمنع الخيار خفقان وسرعة نبضات القلب.
فوائد زيت الخيار
يتم استخراج زيت الخيار من بذور الخيار المجفف بالضغط البارد وهو ذو لون أصفر وقوام خفيف ورائحة الخيار. ويحتوي على الكثير من الاحماض الدهنية الأساسية مثل اللينوليك والأوليك. ومن فوائد زيت الخيار، زيادة صحة ونضارة البشرة والعناية بالشعر وليونته كما يمكن استخدامه للتخلص من الهالات السوداء حول العينين.

## أنواع الخيار
ومن أنواع الخيار عالميا: الخيار الإنجليزي (يصل طوله إلى قدمين أحيانا)، وهو نادر أو قليل البذور، وقشرته دقيقة ورقيقة وطعمه طيب. وقد أنزلت مؤسسة «سانزبوري» مؤخرا في الأسواق نوعا جديدا من الخيار الذي لا يحتاج إلى تقشير ويسمى «c-thru- cumber» (للاستهلاك والاستخدام السريع).
أما الخيار الياباني «كيوري»، فهو معتدل الطعم ولونه داكن وقشرته تتمتع بتضاريس كثيرة وهو متوفر طيلة العام. والخيار المتوسطي الذي نعرفه في الدول العربية وتركيا وغيرها من دول أوروبا الجنوبية، الذي يكون عادة صغير الحجم وطيب المذاق وذا قشرة ناعمة ورائحة فاخرة أحيانا.
وهناك أيضا النوع الإيراني المعروف بـ«بميني» (Mini) وهو خال من البذور، ويتوفر بكثرة طوال العام في كندا وجمهورية الدومينيكان، بالإضافة إلى النوع الأميركي الشمالي البري.
وعلى الرغم من أن الخيار ليس من أنواع الخضار، كما هو شائع، بل أحد أنواع الفاكهة، فإن كثيرين من الخبراء لا يمانعون في التسميتين.
وهو من النباتات التي تنمو وتمتد كالعنب، إما على الأرض، وإما مدعومة بالخشب والأسيجة والقصب عموديا. وذات أوراق كبيرة وارفة تساهم في تظليل النبتة وحمايتها من حرارة الشمس والحشرات.

## تاريخ الخيار
قول المعلومات المتوفرة في شتى الموسوعات ومنها الموسوعة الإلكترونية الحرة، إن أصل الخيار من الهند وغرب القارة الآسيوية. وتشير الحفريات الأخيرة إلى أن سكان هذه المناطق يزرعون ويستخدمون الخيار ويطورون أنواعه المختلفة منذ 3000 عام. وأن الرومان هم الذين نقلوه من الهند إلى أوروبا. وكان الخيار من الثمار التي يأكلها أهل العراق القديم والبابلي في مدينة أور، وجاء ذكره في ملحمة جلجامش الشهيرة.
ويقول البعض إنه انتشر من بلدان جنوب شرق أوروبا (تركيا وبلغاريا) باتجاه اليونان، حيث كان يطلق عليه اسم «فيلوس» (vilwos) (حاليا «اغوري»).ومن اليونان تلقفه أهل روما والرومان، الذين أحبوه كثيرا، وبعدها انتقل إلى الصين وانتشر فيها.وتم ذكر ثمرة الخيار، كما هو معروف، مرتين في الإنجيل، خاصة في العهد القديم في سفر أشعياء، حيث تشير الأسطر إلى أن الخيار والبطيخ كانا متوفرين بكثرة أيام الفراعنة وبين العبيد من بني إسرائيل آنذاك.
ويقول كتاب «التاريخ الطبيعي لبليني» للكاتب والمؤرخ بليني (Pliny) المعروف، إن الإمبراطور الروماني تابيريس كان يحتفظ بخيارة على طاولته طوال الوقت، إذ كان يحب الثمرة حبا جما، وقد اضطر العارفون آنذاك إلى اختراع نظام أشبه بنظام البيوت الزجاجية لزراعته وتحصيله طوال العام للإمبراطور الشهير. ووصف بليني الخيار آنذاك على أنه صغير من ناحية الحجم كخيار لبنان وسوريا وفلسطين واليونان وتركيا وبلغاريا (تعرف بخيار الغاريركن) (gherkin) كالكثير من بلدان أوروبا الشرقية، لكن هذا النوع نوع آخر من الخيار العادي).
وبالإضافة إلى ذكره لأنواع كثيرة من الخيار في إيطاليا قديما، فإن بليني يؤكد أن الرومان استخدموه لمعالجة عقصات العقارب ولإبعاد الفئران عن المنازل والحقول. وكانت النساء تتقلدن على خواصرهن عقدا من الخيار، في إشارة إلى رغبتهن في الأطفال، وكانت المنجبة تحمله معها وترميه بعد ولادة الطفل.
وفي القرون الوسطى تقول المعلومات المتوفرة إن فرنسا عرفت الخيار في القرن التاسع، وتم نقله إلى إنجلترا في القرن الثالث عشر، وعبر الإسبان وكريستوفر كولومبوس دخل الخيار إلى جزيرة هاييتي نهاية القرن الخامس عشر، ومن ثم إلى أمريكا الشمالية، حيث زرعه السكان الهنود الأصليون في سهول داكوتا. وفي القرن السادس عشر ذكر المستكشف والرحالة الفرنسي جاك كارتييه أنه رأى الخيار الكبير بكثرة في إحدى المناطق التي كان يطلق عليها اسم مونتريال.
وجاء ذكر الخيار في كتاب وليام وود عام 1633 «نيو إنغلاند بروسباكت» (New England Prospect) الذي وضعه حول ملاحظاته على أميركا. وأثنى وود على نوعية الخيار والخضار التي كانت تزرع آنذاك في العالم الجديد.
ويقال إن اسم الخيار بالإنجليزية «كيوكمبر» (cucumber) جاء على الأرجح من تسمية الناس له عام 1600 بـ«كاوكمبر» (cowcumber) عام 1600، لأنهم كانوا يعتقدون أنه صالح فقط للبقر (cow) وغير صالح للبشر. وكان الناس يخافون الخضار غير المطبوخ الذي يتعفن في فصل الصيف، إذ كانت آثار الطاعون لا تزال حية في الأذهان آنذاك في بريطانيا وإنجلترا بشكل خاص. ومع هذا، فقد كان الخيار معروفا جدا أيام إدوارد الثالث وبعد القرن السابع عشر. وأثناء رحلته إلى تركيا وفلسطين ومصر وقبرص بداية القرن الثامن عشر، كتب فردريك هاسليكويست، أنه رأى الخيار ذا الشعر (الوبر الطويل) في مصر. ويقول في أحد النصوص إن هذا الخيار الذي كانت تستهلكه الطبقات الدنيا طيب المذاق وحلو وكان يؤكل مع اللحم.

## الأمراض النباتية

### البياض الزغبي على الخيار
يسببه فطر (باللاتينية: Pseudoperonospora cubensis). تظهر أعراض الإصابة بتبقع أصفر زاوي على السطح العلوي للأوراق ويقابلها نموات زغبية على السطح السفلي للأوراق ثم جفاف وموت وسقوط للأوراق المصابة.
ويكافح هذا المرض باختيار أصناف مقاومة للإصابة وتأمين تهوية بين النباتات وجمع المخلفات وحرقها وتقليل الرطوبة وتنظيم الري والرش بأحد المبيدات الفطرية التالية: زينيب، مانيب، مانكوزيب، فوستيل الألمنيوم.

### ذبول الخيار
ويسببه فطر(باللاتينية: Fusarium oxysporum f.sp.cucumerinum). أعراض الإصابة ذبول مفاجئ للبادرات أو النباتات البالغة مع تلون الأوعية الناقلة باللون البني.
ويكافح المرض بزراعة الأصناف المقاومة وعدم الإفراط بالأسمدة الآزوتية وتعقيم التربة قبل الزراعة وسقاية النباتات المصابة بأحد محاليل المبيدات التالية: بينوميل، كاربندازيم، ثيوفانات الميتيل.

### العفن السكليروتيني على الخيار
ويسببه فطر(باللاتينية: Sclerotinia sclerotiorum). تبدأ الإصابة بظهور عفن عند قاعدة الساق ثم تتغطى قاعدة الساق بنمو قطني أبيض يمتد إلى الثمار.
المكافحة: التخلص من البقايا المصابة والابتعاد عن الري بالرذاذ والتهوية الجيدة واتباع دورة زراعية مناسبة.

### العفن الرمادي على الخيار
يسببه فطر (باللاتينية: Botrytis cinerea)
ينتج عن الإصابة ذبول الأزهار وصغر الثمار ويغزو الفطر النهاية السفلى على هيئة عفن طري رمادي اللون يمتد ليصيب الثمرة كلها.
المكافحة: بزراعة الأصناف المقاومة وتأمين ظروف زراعية مناسبة وتجنب إحداث الجروح والرش حين ظهور المرض ب:
البر وديون، داي كلور فلوانيد، بروسيميدون.

### تبرقش أو موزاييك الخيار
وهو مرض فيروسي يسبب تبرقش الأوراق الحديثة وقصر السلاميات وتنقله حشرات المن وخنافس القرعيات ويكافح بزراعة أصناف مقاومة ومكافحة الأعشاب الضارة التابعة للفصيلة القرعية خصوصاً ومكافحة الحشرات الناقلة.

### التواء وانحناء الحبات
عند التواء ثمار الخيار على شكل حرف الواو يكون ناتج عن نقص عنصر الكالسيوم الذي له دور أساسي في تكوين خلايا النبات
كذلك قد يكون الانحناء ناتج عن عائق منعه من الاستطالة.